# Bamber Gascoyne (1725-1791)
Bamber Gascoyne de Childwall Hall, Lancashire (1725–1791), est un homme politique anglais qui siège à la Chambre des communes de Grande-Bretagne entre 1761 et 1786.

## Biographie

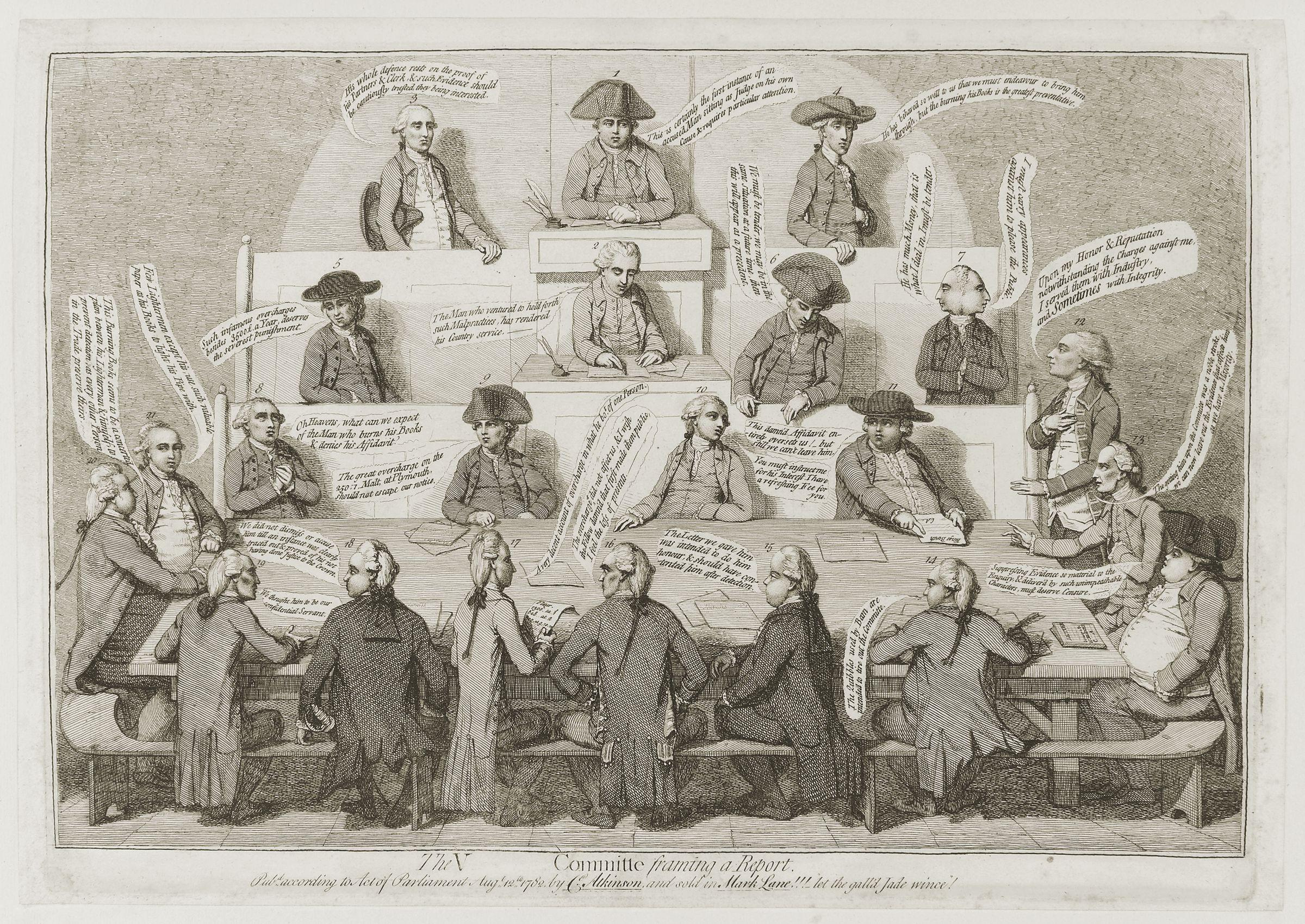
Bamber Gascoyne (1725–1791) est un lord de l'Amirauté et est représenté dans cette caricature comme l'homme à deux visages sur la droite.

Gascoyne est le fils de Sir Crisp Gascoyne et de Margaret Bamber. Après ses études à la Felsted School, il s'inscrit au Queen's College d'Oxford en 1743.
Gascoyne est député de plusieurs circonscriptions, dont Maldon (1761–1763), Midhurst (1765–1768) et Truro (1774–1784) . De 1779 à 1782, il est lord commissaire de l'Amirauté dans l'administration de Lord North .
Il épouse Mary Green, fille d'Isaac Green, un avocat du Lancashire, et sa femme Mary Aspinwall. Il est le père de Bamber Gascoyne (1758-1824) et Isaac Gascoyne, ancêtre du quizmaster de télévision Bamber Gascoigne (en).